# See Emily Play
"See Emily Play" er den anden single af den britiske psykedeliske rock-gruppe Pink Floyd.
| Musik | Spire Denne musikartikel er en spire som bør udbygges. Du er velkommen til at hjælpe Wikipedia ved at udvide den. |